# Стрілка списоносна
Стрі́лка списоно́сна (Coenagrion hastulatum) — вид бабок родини стрілкових (Coenagrionidae).

## Поширення
Вид поширений в Європі та Азії від Шотландії до Кореї і Камчатки. У північних областях України вид звичайний, у південному напрямку його чисельність зменшується. Немає відомостей про поширення виду в Карпатах, південних областях і в Криму, хоча окремі знахідки відомі й у південніших точках за межами України.

## Опис
Довжина 31—34 мм, черевце 28—30 мм, заднє крило 17—22 мм. Голова широка. Задній край передньоспинки трикутної форми, витягнутий назад посередині, цілком або частково світлий, утворює посередині тупий кут, виступ відсутній. Смуги з боків черевця відсутні. Крила прозорі, птеростигма одноколірна, вузька, рівна 1 осередку,. Ноги чорні або темно-сірі.
Забарвлення самця блакитне або блакитно-зелене, його черевце з чорним малюнком на I—VII черевних кільцях, VIII—IX кільця — блакитні, X — чорне. Задній край передньоспинки трикутної форми і блакитного кольору. Чорна пляма на III—V тергітах черевця займає половину їхньої довжини. Потиличні плями з'єднані між собою світлою поперечною лінією. Очі й передня частина голови зеленого або жовтувато-зеленого кольору. Птеростигма прямокутної форми. Забарвлення самиці блакитне або зеленувато-жовте, її черевце з чорним малюнком і великими бронзово-чорними плямами на верхній поверхні черевця. Задній край передньоспинки обрамлений ззаду жовтувато-зеленою лінією.